# Fétigny (Fribourg)
Fétigny (Fribourg) is een gemeente in het district Broye van het kanton Fribourg in Zwitserland.

## Geografie
Fétigny ligt in de exclave Estavayer van kanton Fribourg in kanton Vaud. De buurgemeenten in kanton Fribourg zijn Cugy en Ménières. De oppervlakte van de gemeente bedraagt 4.08 km².
- Hoogste punt: 504 m
- Laagste punt: 450 m

## Bevolking
De gemeente heeft 722 inwoners (2005). De meerderheid in Fétigny is Franstalig (97%, 2000) en rooms-katholiek (78%).

## Economie
29% van de werkzame bevolking werkt in de primaire sector (landbouw en veeteelt), 12% in de secundaire sector (industrie), 59% in de tertiaire sector (dienstverlening).

## Geschiedenis
In 1142 is de plaats bekend onder de naam Festignei. Het dorp is dan van de heren van Cugy. In 1490 wordt het verkocht aan het ziekenhuis van Romont. Per 1507 gaat het bezit over aan het kanton van Fribourg. Van 1635 tot 1798 behoort het dorp bij de voogdij Estavayer en daarna tot het district Estavayer. Vanaf 1817 tot 1848 hoort het bij het district Surpierre, waarna het deel wordt van het district Broye. In 1796 werd Fétigny een zelfstandig kerkgemeenschap.

## Geboren
- Luca Cibelli (1988), voetbalscheidsrechter